# Hibiscus Cycle Classic
La Hibiscus Cycle Classic es una carrera ciclista profesional como clásica de un día en Sudáfrica, la prueba se creó en el 2015 y recibió la categoría 1.2 dentro de los Circuitos Continentales UCI formando parte del UCI Africa Tour. 

## Palmarés
| Año  | Ganador     | Segundo        | Tercero       |
| ---- | ----------- | -------------- | ------------- |
| 2015 | Metkel Eyob | Hendrik Kruger | Meron Teshome |

## Palmarés por países
| País    | Victorias |
| ------- | --------- |
| Eritrea | 1         |